# 让·卡巴纳
让·卡巴纳（法語：Jean Cabannes，1885年8月12日—1959年10月31日）是法国一位从事光学研究的物理学家。

## 简历
让·卡巴纳1885年8月12日生于法国马赛。从1910年到1914年他在马赛夏尔·法布里实验室研究十九世纪末瑞利勋爵提出的有关气体分子如何导致光线散射的课题。1914年，他发现了纯气体会使光线散射，这一结果发表在1915年的《科学院学报》(法语:"Comptes rendus de l'Académie des sciences")上。一战爆发后，他的研究活动被迫中断了五年。
1919年卡巴纳重新回到法布里实验室继续他的研究课题，在此之后他搬到了蒙彼利埃，接着又到了巴黎。1925年，他与让·杜菲合作计算出了臭氧层的高度。1928年，让·卡巴纳、皮埃尔·道尔(Pierre Daure)和伊夫·罗卡德(Yves Rocard) 三位科学家发现在气体中散射的单色光也可能改变波长(卡巴纳-道尔效应)。
该理论分别独立地由钱德拉塞卡拉·拉曼和"卡里亚马里肯·斯里尼瓦萨·克里什南爵士"(Sir Kariamanickam Srinivasa Krishnan)在液体中、格里高利·兰茨伯格(Grigory Landsberg)和列昂尼德·曼德尔施塔姆(Leonid Mandelstam)在晶体中进行了验证。1929年卡巴纳被列为诺贝尔物理学奖候选人之一（由夏尔·法布里提名），但当年该奖项授予给了发现电子波动性以及对量子理论研究的法国物理学家路易·德布罗意。
1930年诺贝尔物理学奖授予了拉曼，他使用量子力学对以他名字命名的拉曼效应作了完整的解释。
月球上的卡巴纳环形山就是以他的名字命名的。
1949年，他入选为法国科学院院士，1824年获得费利克斯·罗宾奖(Prix Félix Robin)，1951年获奖了法兰西基金会首次颁发的物理学家奖(Prix des Trois Physiciens)，1952年获法国荣誉军团勋章。
1951年-1953年卡巴纳曾出任法国天文学会(Société astronomique de France)会长。
他娶了夏尔·法布里的兄弟，欧仁·法布里的女儿为妻，共生育了4个孩子，其中一位就是数学家亨利·卡巴纳(Henri Cabannes)。1959年10月31日在瓦尔省滨海圣西去世，享年74岁。